# Métalinguistique (psychologie)
Ne pas confondre avec la métalinguistique au sens de : ce qui a trait au discours sur le langage.
La métalinguistique est un concept utilisé en linguistique, psycholinguistique, psychologie cognitive et psychologie du développement. 
En psychologie et psycholinguistique, la métalinguistique (par exemple, les processus métalinguistiques, le développement métalinguistique, etc.) réfère aux processus de pensée, de conscience et de réflexion (méta) qui portent sur le langage. Ce sont des processus cognitifs, portant sur le langage (en linguistique, le terme est employé de manière sensiblement différente).

## Définitions
Jacob L. Mey, dans son livre Trends in Linguistics, décrit l'interprétation de la métalinguistique par Mikhaïl Bakhtine comme « incluant l'histoire de l'existence d'une communauté linguistique et tendant à étudier les événements généraux qui ont eu lieu au cours de l'existence linguistique des individus ; elle incarne les transformations qui ont marqué différentes cultures à différentes périodes ».
Jean Emile Gombert, psychologue et chercheur français, distingue deux choses[Où ?] : le fait de trouver une façon appropriée de traiter la compréhension et la production du langage ; et le fait de réussir à adopter une attitude de réflexion face aux objets du langage et à leur manipulation. C'est cette deuxième tâche qu'une tradition psycholinguistique récente a nommé métalinguistique.
Le linguiste Noam Chomsky définit le champ de la métalinguistique comme étant la connaissance d'un sujet des caractéristiques et du fonctionnement d'un langage. D'un point de vue plus fonctionnaliste, il s'agit de connaître sa structure, son fonctionnement et son usage. Cette description psychologique, bien que pertinente, ne peut pas être rendue abstraite. Il faut que les chercheurs et les théoriciens élargissent leurs recherches de façon à pouvoir saisir complètement l'importance des actes et du comportement des sujets à l'origine de ces actes dans leur contexte cognitif. Le linguiste français Jules Gilliéron a écrit : « Toute conscience est nécessairement « méta » du point de vue de l'observateur. Il ne s'agit pas du réel, mais de l'intelligibilité du réel »[réf. nécessaire].

## Développement de la littératie
Les compétences métalinguistiques nécessitent de comprendre l'étendue des règles qui régissent le langage, ainsi que leur logique. Le spécialiste Patrick Hartwell insiste sur le fait qu'il est important pour les élèves de développer ces capacités et, en particulier, une conscience phonologique accrue car c'est un facteur essentiel pour la littératie. Un aspect essentiel du développement du langage tient au fait que les élèves doivent être conscients du langage ainsi que de ses composants.
Cette idée est aussi examinée dans l'article Metalinguistic Awareness and Literacy Acquisition in Different Languages qui se concentre sur la façon dont l'élaboration du langage et les stratégies d'écriture influent sur la capacité de lecture des individus. Cet article montre aussi comment le bilinguisme améliore certains éléments de la conscience métalinguistique.
Les résultats d’une étude réalisée par Elizabeth McAllister ont démontré que les capacités métalinguistiques sont associées au développement cognitif et qu'elles sont contingentes à la conscience métalinguistique. La conscience métalinguistique se rapporte au niveau de compétences en lecture, à la réussite scolaire et à l’environnement culturel présent dès la petite enfance et jusqu'au moment de la scolarisation de l'enfant.
Selon un texte de Education and Society, les compétences métalinguistiques comprennent, par exemple, les débats, l'examen, la réflexion sur le langage, ou encore la compréhension de la grammaire et de la lecture. Ce texte ajoute que lorsqu'un élève reconnaît qu'il a fait une erreur ou qu'il s'autocorrige à l'oral ou à l'écrit, cela l'aide à améliorer ses compétences. Le livre dans lequel s’inscrit ce texte illustre aussi les façons dont la littérature peut créer des connexions ou, au contraire, former des barrières entre l'intelligence acquise grâce à l'éducation et un savoir d'ordre pratique.
Gail T. Gillion a écrit un livre intitulé Phonological Awareness (Conscience phonologique), dans lequel il illustre la connexion qui existe entre la conscience phonologique et la conscience métalinguistique lors de l'apprentissage de la littératie. L'auteur affirme que la capacité d'un élève à comprendre un mot prononcé à l'oral et sa capacité à reconnaître un mot et à le décoder sont interdépendantes. Ce texte tente aussi de trouver des solutions pour que les élèves qui ont des difficultés d'expressions orale et écrite puissent néanmoins améliorer leur apprentissage.

## La linguistique
Les linguistes emploient ce terme pour désigner les activités qui ont trait au métalangage, qui est un langage composé de la totalité des mots qui forment la terminologie linguistique (par exemple la syntaxe, la sémantique, les phonèmes, les lexèmes etc., ainsi que des termes utilisés plus fréquemment tels que mots, phrases, lettres, etc.). Le terme de métalinguistique renvoie au langage, qu'il soit naturel ou formalisé (comme dans la logique), qui est utilisé pour parler du langage ; cela renvoie à un langage dont la seule fonction est de décrire un langage. Le langage lui-même doit constituer la seule sphère d'application du vocabulaire tout entier.
Les experts sont divisés quant à la véritable valeur de la conscience du métalangage qu'ont les individus qui apprennent un langage, et certaines écoles de pensée dans le domaine de l'apprentissage d'un langage s'y sont fermement opposées.

## Conscience métalinguistique et bilinguisme
La conscience métalinguistique se rapporte au fait de comprendre que le langage est un système de communication régi par des règles et qui constitue la base des échanges sur les différentes façons de se servir du langage (Baten, Hofman et Loeys, 2011). Autrement dit, c'est la capacité à analyser consciemment le langage et ses dérivés, à savoir comment ils fonctionnent et comment ils s'intègrent à un système de langage plus global (Beceren, 2010). Un individu doté de telles capacités a conscience que les formes et la structure linguistiques peuvent interagir et être manipulées de façon à produire une large palette de significations. Les mots sont associés de façon arbitraire et symbolique à leurs référents, desquels ils peuvent être dissociés. Par exemple, si un chien est appelé « chat », le mot « chat » ne sera jamais qu'une représentation de l'animal qu'est le chien. Cela ne fait pas du chien un chat.
En 1974, un professeur de Harvard, Courtney Cazden, a employé ce terme pour la première fois afin de prouver que l'intelligence linguistique pouvait passer d'un langage à l'autre.[citation nécessaire][Information douteuse] La conscience métalinguistique chez les apprenants bilingues est la capacité de fonctionner en dehors d'un seul système langagier et d'avoir une vision plus objective sur les règles, les structures et les fonctions des langages. L'alternance de code linguistique et la traduction sont des exemples de conscience métalinguistique chez les personnes bilingues. La conscience métalinguistique a servi de base de réflexion aux recherches qui ont été menées entre le milieu des années 80 et le début des années 90. 
La conscience métalinguistique est un thème que l'on retrouve fréquemment dans les études sur le bilinguisme. On peut la diviser en quatre sous-catégories, à savoir : la conscience phonologique, la conscience du mot, la conscience syntaxique et la conscience pragmatique (Tunmer, Herriman et Nesdale, 1998). Parmi celles-ci, la conscience phonologique et celle du mot sont les deux aspects de la métalinguistique qui ont suscité le plus grand intérêt dans les recherches sur la littératie bilingue. Les recherches ont montré que la conscience métalinguistique chez les personnes bilingues était un point essentiel du fait de sa relation avérée avec les compétences linguistiques et de ses effets positifs sur celles-ci et sur le développement de la compréhension des symboles et les capacités littéraires. En effet, de nombreuses études ayant pour sujet l'impact du bilinguisme sur la conscience phonologique et celle du mot ont démontré un effet bilingue positif (Baten, et al., 2011 ; Chen et al., 2004; Goetz, 2003 ; Kang, 2010; Ransdell, Barbier, & Niit, 2006 ; Whitehurst & Lonigan, 1998). Les personnes bilingues passent d'une langue à l'autre tout en apprenant, ce qui pourrait bien faciliter le développement d'une conscience phonologique plus aiguisée. On suppose que les expériences d'acquisition et de constante manipulation de deux langages différents chez les personnes bilingues les aident à développer une compréhension claire et structurée de la façon dont fonctionne un langage (Adesope, Lavin, Thompson et Ungerleider, 2010). C'est pourquoi ces personnes sont dotées d'une conscience métalinguistique plus développée que celle des personnes monolingues. 
Dans leur livre Literacy and Orality, les experts David R. Olson et Nancy Torrance s'intéressent à la relation entre la littératie et la conscience métalinguistique, et font état d'un lien provenant du fait que le langage peut devenir le sujet de réflexions et de débats tant à l'écrit qu'à l'oral.  La lecture de prose et l'écriture en prose peuvent servir d'instruments à une réflexion sur la métalinguistique. Dans ce cas, il devient nécessaire de vérifier le sens particulier des relations entre les termes et la grammaire afin de comprendre un tel texte ou de l'écrire. 

## Métadiscours et métadiscursif
Le discours qui commente est qualifié de « métadiscours », qui peut être un énoncé métalinguistique (qui a pour objet la langue elle-même), métadiscursif (qui s'applique aux paroles tenues sous forme de discours) ou métacommunicationnel (qui porte sur le déroulement de l'échange).